# ウースター (南アフリカ)
ウースターまたはウスター（Worcester）は南アフリカ共和国西ケープ州、ケープワインランド郡にある都市である。人口は97,078人。ブリード・ヴァレー自治体に所属している。

## 概要
ケープタウンから北西に120km離れた場所に位置している。西ケープ州内陸部では最大の都市であり、ブリード・ヴァレー自治体の首府が置かれている。周囲は冬季には雪も降る山に囲まれている。

## 歴史
オランダ人入植者によって開拓され、後に英国による植民地都市になって今に至る。そのため、オランダ様式の教会などが点在する。

## 人口と地理
| 人種構成（ウースター） 2011                   | 人種構成（ウースター） 2011                   | 人種構成（ウースター） 2011 | 人種構成（ウースター） 2011 | 人種構成（ウースター） 2011 |
| --------------------------------------------- | --------------------------------------------- | --------------------------- | --------------------------- | --------------------------- |
|                                               |                                               |                             |                             |                             |
| カラード                                      | カラード                                      |                             | 58.7%                       | 58.7%                       |
| バントゥー系民族（黒人）                      | バントゥー系民族（黒人）                      |                             | 25.4%                       | 25.4%                       |
| 白人（アフリカーナー及び アングロアフリカン） | 白人（アフリカーナー及び アングロアフリカン） |                             | 14.0%                       | 14.0%                       |
| アジア系                                      | アジア系                                      |                             | 0.8%                        | 0.8%                        |

| 母語話者（ウースター） 2011 | 母語話者（ウースター） 2011 | 母語話者（ウースター） 2011 | 母語話者（ウースター） 2011 | 母語話者（ウースター） 2011 |
| --------------------------- | --------------------------- | --------------------------- | --------------------------- | --------------------------- |
|                             |                             |                             |                             |                             |
| アフリカーンス語            | アフリカーンス語            |                             | 73.1%                       | 73.1%                       |
| コサ語                      | コサ語                      |                             | 19.1%                       | 19.1%                       |
| 英語                        | 英語                        |                             | 3.7%                        | 3.7%                        |
| その他                      | その他                      |                             | 4.1%                        | 4.1%                        |

人種はカラードが大半を占めるが黒人も3割近くを占めている。言語はアフリカーンス語が7割以上と大半を占めるが次にコーサ語が多く2割程である。

## 気候
内陸にあるため、ケープタウンよりも厳しい気候となり、夏は40度まで上がることもあるが乾燥している。冬季は風が強く、比較的寒くなり、日中は10度から17度、朝晩は0度前後まで下がる。周囲の1500ｍを超える山々が雪化粧をしている景観を作り出す。

## 鉄道
ケープタウン中央駅より、メトロレールが運行されており、ウースター駅が終着駅となっているが本数は少なく、所要時間は約3時間以上もかかる。また、ロボスレイルとショショローザ・メイルの長距離列車の停車駅となっている。

## 観光
ワインの栽培が盛んに行なわれており、ワイナリーが点在し、その景色から観光客誘致に力を入れている。南アフリカでもっとも古い峠であり、世界遺産にも指定されているBainskloof Passに近い。

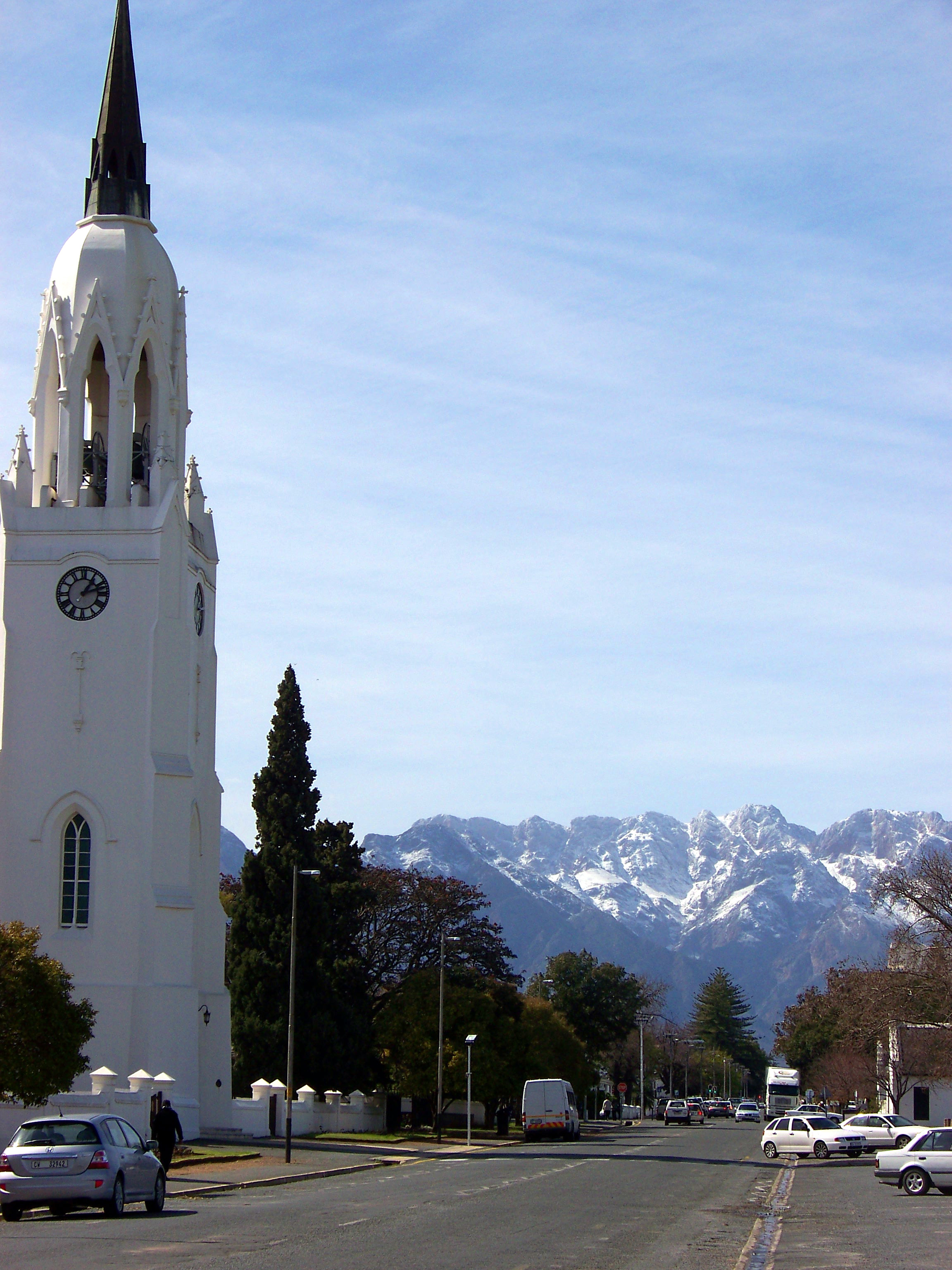
Die Moederkerkとして知られるウースターのオランダ教会

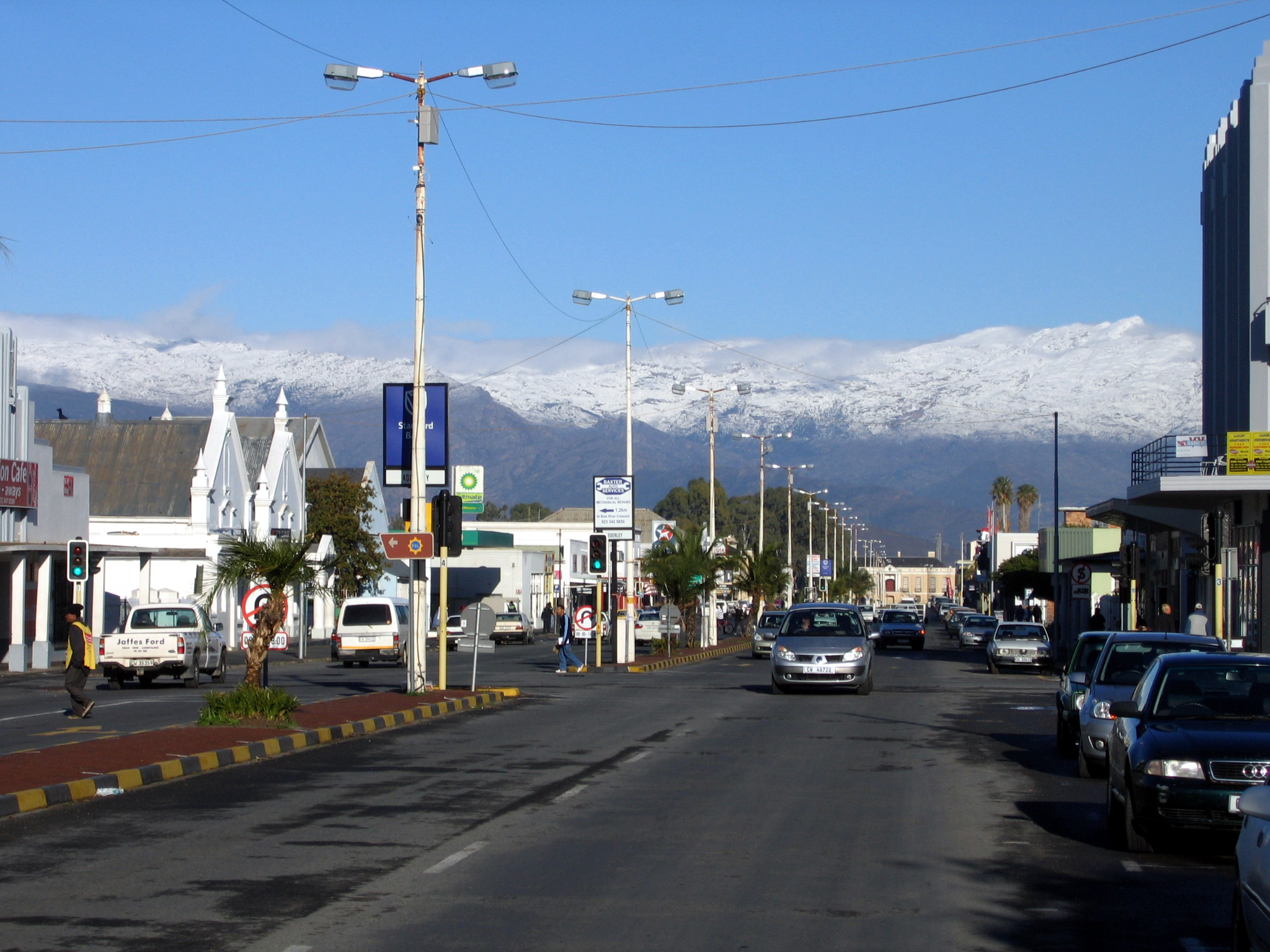
ウースター中心部のハイストイートから見た景色

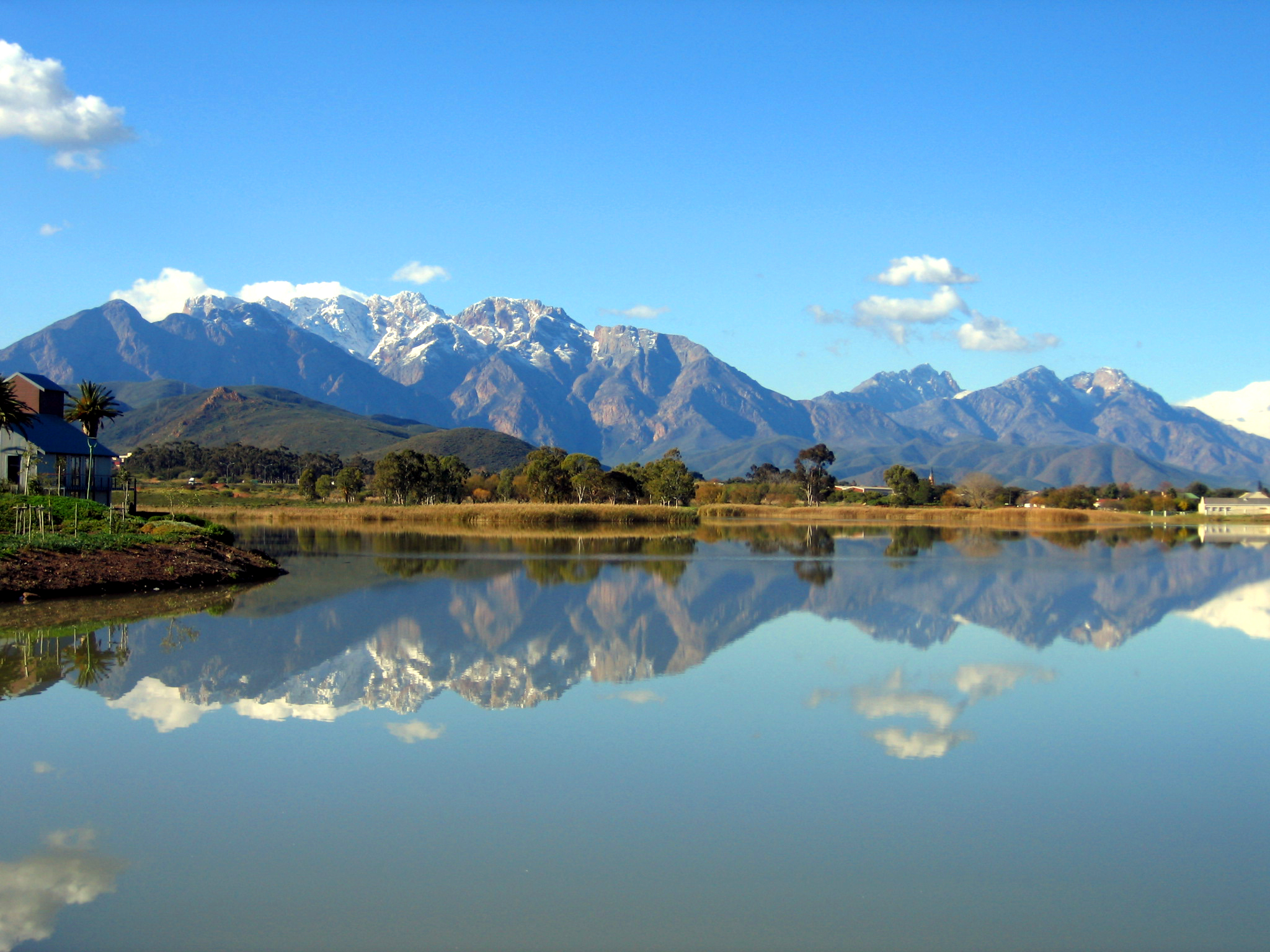
ウスター近郊の湖と山